# Musée de l'Occupation
Le musée de l'Occupation est un ancien musée privé créé en 2004 et fermé en 2014 consacré à l'Occupation de la France entre 1940 et 1944.

## Localisation
Situé en Normandie dans le département de la Manche, le musée de l'Occupation se trouve sur la commune de Sainte-Marie-du-Mont, au 36 place de l'église.

## Histoire
L'édifice qui a abrité le musée est un hospice  de 1935 à 1940, puis il sert de Kommandantur de 1940 à 1944, puis quartier-général allié lors de la Libération. Après la guerre, la maison est utilisée comme perception jusqu'en 1958 puis vendue à un particulier en 1962.
Le musée ouvre en 2004 et abrite une collection de 250 objets liés à l'Occupation. Il ferme en 2014 puis la maison est vendue en mars 2016 à une fondation de vétérans du Colorado.
La collection est vendue lors d'une vente aux enchères le 6 août 2016.
La maison fait l’objet d’une inscription au titre des monuments historiques par arrêté du 1er mars 2017.

## Description
Le musée comportait quatre salles d'exposition.
Les collections comportaient :
- uniforme de milicien
- valise radio anglaise,
- aigle allemand,
- uniforme de sous-officier allemand[2]

L'édifice conserve des fresques datées de 1942 au rez-de-chaussée dont l'auteur est inconnu.